# Union suisse des ouvrières
Pour les articles homonymes, voir UNIA.
L'Union suisse des ouvrières est une organisation fondée pour la défense et la représentation des droits des ouvrières en Suisse en 1890.  

## Histoire
L'Union suisse des ouvrières est fondée à partir de cinq associations d'ouvrières en Suisse : Winterthour, Bâle, Saint-Gall, Berne et Zurich. Les premières organisations d'ouvrières en Suisse sont créées par Gertrude Guillaume-Schack en 1885.  La première présidente de l'Union suisse des ouvrières est  Verena Conzett-Knecht. L'Union des ouvrières suisses s'engage en faveur du suffrage féminin en 1893 et demande la première e droit de vote et l'éligibilité pour les femmes, après avoir milité en faveur de meilleures assurances sociales ainsi que la protection des femmes enceintes. Les adhérentes ne viennent pas des milieux syndicaux, mais comprennent nombre d'employées domestiques, institutrices et des ouvrières à domicile). L'Union rejoint l'Union Syndicale suisse entre 1904 et 1908. Margarethe Faas-Hardegger, secrétaire syndicale entre 1905 et 1909 lui apporte une crédibilité politique. Elle démarre deux revues Die Vorkämpferin, et L'Exploitée,. 
L'Alliance de sociétés féminines suisses est créée en 1900, mais l'Union suisse des ouvrières ne la rejoint pas. Clara Zetkin l'encourage en effet à travailler plutôt avec des structures féministes prolétariennes. L'Union des ouvrières suisses est à l'origine de la première journée internationale des femmes le 8 mars 1911. Elle devient membre du parti socialiste en 1912. Ses 45 sections sont dissoutes en 1917, alors qu'elle compte 2 250 membres.